# Helictes meridionator
Helictes meridionator là một loài tò vò trong họ Ichneumonidae.